# ミャンマー海軍艦艇一覧
ミャンマー海軍艦艇一覧は、ミャンマー連邦海軍が過去保有した、または現在保有する、または将来保有する予定の、未完成・計画中止を含めた歴代艦艇一覧である。
凡例

## 現有勢力（2024年現在）
- 国防予算：18億8,000万ドル[1]
- 海軍人員：2万1,200名[1]
- 艦船隻数：157隻（排水量20t以上）[1]

潜水艦×2
旧・印「シンドゥゴーシュ」級×1
旧・中「035」型×1
フリゲート×5
コルベット×3
ミサイル艇×13
高速艇×9
哨戒艦×1
哨戒艇×69
ドック型輸送揚陸艦×1
揚陸艇×43
輸送艦×5
支援艦×3
設標艦×1
給油艦×1
国家元首ヨット×1
- コースト・ガード：船艇5隻[1]

## 艦艇一覧（近代海軍）

### 水上戦闘艦

#### フリゲート
- アウンゼーヤ（Aung Zeya）
- チャンシッター級フリゲート - 2隻
- （King Thalun）[2]

#### コルベット
- Admirable級 - 1隻

Yan Gyi Aung
- Nowrat級 - 3隻

### 潜水艦

#### 通常動力型潜水艦
- 旧・印「シンドゥゴーシュ」級×1[1]

ミニエ・テインカトゥ（Minye Theinkathu）
- 旧・中「035B」型×1[1][2]

ミニエ・チョーティン（72 Minye Kyaw Htin）

### 機雷戦艦艇

#### 掃海艦艇
掃海艇
- In Daw/Osprey級 - 3隻

### 両用戦艦艇

#### 揚陸艦艇
ドック型輸送揚陸艦
- （Moattama）[2]

### 哨戒艦艇

#### 哨戒・警備艦艇
砲艇
- 5-Series級 - 5隻

駆潜艇
- Hainan/Yan Sit Aung級 - 10隻

警備艇
- Carpentaria級 - 6隻

#### 高速戦闘艇
ミサイル艇
- Nowrat級 - 3隻
- 5-Series級 - 5隻

高速艇
- 5-Series級 - 4隻

### 補助艦艇

#### その他
測量艦
- Thu Tay Thi